# بيل (لاعب كرة قدم مواليد 2002)
بيل هو لاعب كرة قدم برازيلي، ولد في 19 مارس 2002 في البرازيل.

## وصلات خارجية
- بيل (لاعب كرة قدم مواليد 2002) على موقع قاعدة بيانات كرة القدم.إي يو (الإنجليزية)
- بيل (لاعب كرة قدم مواليد 2002) على موقع Soccerway.com (الإنجليزية)